# Mount Burman
Mount Burman är ett berg i Kanada.   Det ligger i provinsen British Columbia, i den sydvästra delen av landet, 3 700 km väster om huvudstaden Ottawa. Toppen på Mount Burman är 1 754 meter över havet, eller 456 meter över den omgivande terrängen. Bredden vid basen är 3,8 km.
Terrängen runt Mount Burman är bergig åt nordost, men åt sydväst är den kuperad.Trakten runt Mount Burman är nära nog obefolkad, med mindre än två invånare per kvadratkilometer.. Det finns inga samhällen i närheten. 
I omgivningarna runt Mount Burman växer i huvudsak barrskog.